# Sonic the Hedgehog 2 (16 bit)
Sonic the Hedgehog 2, of simpelweg Sonic 2, is een platformspel ontwikkeld door de Amerikaanse studio Sega Technical Institute in samenwerking met Sonic Team, en gepubliceerd door Sega voor de Mega Drive. Het spel werd uitgebracht in november 1992, kort na de 8 bitversie.
Zes maanden na uitgave waren er van het spel al zes miljoen exemplaren verkocht. Daarmee werd het spel het best verkochte spel voor de Mega Drive. Het spel kon worden gekoppeld aan Sonic & Knuckles. Het spel is later ook verwerkt in een aantal compilatiespellen voor andere platforms, zoals de Nintendo Wii's Virtual Console.

## Verhaallijn
De kwaadaardige dr. Robotnik is terug om wraak te nemen op Sonic en wederom te proberen de wereld te veroveren. Hij volgt in het geheim Sonics vliegtuigje, de tornado, naar Sonics vakantieplek: West Side Island. Sonic ontmoet hier een vos met twee staarten genaamd Miles Prower, maar beter bekend als Tails. De twee worden goede vrienden.
Ondertussen begint Robotnik op het eiland te zoeken naar de zeven chaosdiamanten om zijn nieuwste wapen, de Death Egg, van energie te voorzien. Hij vangt alle dieren op het eiland om hersenloze slaven van ze te maken genaamd Badniks. Sonic ontdekt wat er gaande is, en gaat Samen met Tails eropuit om Robotnik wederom tegen te houden.

## Gameplay

### Singleplayer
De gameplay van Sonic the Hedgehog 2 is gebaseerd op die van het originele Sonic the Hedgehog-spel. De speler moet in maximaal 10 minuten tijd een level uitspelen, onderweg ringen verzamelen en badniks verslaan. Als de speler minimaal 50 ringen heeft verzameld, kan een bonuslevel worden geopend.
Het spel is opgedeeld in meerdere zones, elk bestaande uit twee levels. Aan het eind van level 2 moet Sonic dr. Robotnik verslaan als eindbaas. Alleen de Metropolis Zone telt drie levels.
De gameplay is in Sonic 2 versneld ten opzichte van het vorige spel. Sonic kan nu ook een speciale techniek gebruiken genaamd de Spin Dash Attack. Hierbij maakt Sonic snelheid om vervolgens weg te schieten. Deze techniek werd gemeengoed in opvolgende Sonic-spellen.

### Levels
Het spel bevat 11 levels:
| - Emerald Hill Zone - Chemical Plant Zone - Aquatic Ruin Zone - Casino Night Zone - Hill Top Zone - Mystic Cave Zone | - Oil Ocean Zone - Metropolis Zone - Sky Chase Zone - Wing Fortress Zone - Death Egg Zone |

### Super Sonic
Als de speler alle zeven chaosdiamanten heeft verzameld door alle bonuslevels uit te spelen, wordt de mogelijkheid vrijgespeeld om Sonic in Super Sonic te laten veranderen. Hiervoor moet de speler eerst 50 ringen verzamelen en dan de lucht in springen.
Als Super Sonic kleurt Sonics vacht geel, en wordt hij vrijwel onkwetsbaar. Zijn snelheid en springvermogen nemen ook enorm toe. Dit maakt de besturing wel lastiger.
Om Super Sonic te ontsluiten moet de speler wel met Sonic spelen. Spelen als Tails heeft geen effect.

### Twee spelers
In de versus mode van de multiplayer versie kunnen de spelers het tegen elkaar opnemen. Sonic en Tails racen dan tegen elkaar in drie normale zones waaronder Emerald Hill, Casino Night en Mystic Cave. Spelers worden beoordeeld op punten, tijd, behouden ringen, totale aantal ringen en geopende itemboxen.
De versusmode kent twee unieke voorwerpen: een teleportatiesysteem dat de spelers van plek laat wisselen, en een robotnikitem dat de speler die het pakt schade toebrengt.

### Sonic 2metSonic & Knuckles
Sonic 2 kan worden gekoppeld aan het spel Sonic & Knuckles. Indien dit wordt gedaan, wordt het mogelijk om Sonic 2 te spelen met het personage Knuckles the Echidna. Daar Knuckles andere sterke en zwakke eigenschappen heeft dan Sonic en Tails biedt deze combinatie andere mogelijkheden. Zo kan Knuckles tegen muren opklimmen en zo plaatsten bereiken waar Sonic en Tails niet bij kunnen. Hij kan echter minder goed springen, waardoor bepaalde eindbaasgevechten lastiger worden.

## Ontwikkeling en uitgave
Terwijl Sonic the Hedgehog was ontworpen door Sonic Team in Japan, vond ontwikkeling van Sonic 2 plaats in de Verenigde Staten. Ervaren Sega-medewerkers zoals Yuji Naka en Hirokazu Yasuhara werkten mee aan de ontwikkeling.

### Prototypes
Een prototype van het spel, daterend van voor Sonic 2 zelf, circuleert tegenwoordig op internet. In dit prototype kunnen slechts vier levels worden gespeeld in de normale gameplay. De andere levels (waaronder een paar niet afgemaakte) moeten worden geopend via een code.
In Azië en Brazilië werd dit prototype in een iets aangepaste vorm als bootleg verkocht op cartridges, zogenaamd als de echte Sonic 2.

### Uitgave
Het spel werd eerst uitgebracht in Japan voor de Sega Mega Drive op 21 november 1992. De Europese en Amerikaanse versie kwamen uit op 24 november 1992. In de Verenigde Staten werd het gepromoot als "Sonic 2sday". Het uitbrengen van spellen, albums en films op een dinsdag (Tuesday) werd gemeengoed binnen de Amerikaanse media-industrie.
Het spel is ook opnieuw uitgebracht in de volgende compilatiespellen:
| naam                                   | jaar | platforms                             |
| -------------------------------------- | ---- | ------------------------------------- |
| Sonic Compilation                      | 1995 | Sega Mega Drive (Europa)              |
| Sonic Classics 3-in-1                  | 1997 | Sega Genesis (Noord-Amerika)          |
| Sonic Jam                              | 1997 | Sega Saturn, Game.com                 |
| Sega Smash Pack 2                      | 2000 | Windows                               |
| Real Arcade                            | ?    | Windows                               |
| Sonic Mega Collection                  | 2002 | Nintendo GameCube                     |
| Sonic Mega Collection Plus             | 2004 | PlayStation 2 en Microsoft Xbox       |
| Sonic Mega Collection Plus             | 2005 | Windows                               |
| Sega Mega Drive Collection             | 2006 | PlayStation 2 en PlayStation Portable |
| Sonic's Ultimate Mega Drive Collection | 2009 | PlayStation 3 en Xbox 360             |
| Sonic Classic Collection               | 2010 | Nintendo DS                           |

## Platforms
| Jaar | Platform                      |
| ---- | ----------------------------- |
| 1992 | Sega Mega Drive               |
| 2007 | Wii Virtual Console, Xbox 360 |
| 2009 | BlackBerry                    |
| 2010 | iPhone                        |
| 2011 | PlayStation 3, Windows        |
| 2013 | Android, iPad                 |

## Ontvangst
| Beoordeeld door                | Jaar | Platform        | Score |
| ------------------------------ | ---- | --------------- | ----- |
| The Video Game Critic          | 2001 | Sega Mega Drive | 100%  |
| SEGA-Mag (Objectif-SEGA)       | 2006 | Sega Mega Drive | 100%  |
| Sega-16.com                    | 2004 | Sega Mega Drive | 100%  |
| Gaming since 198x              | 2008 | Sega Mega Drive | 100%  |
| 1UP!                           | 2012 | Sega Mega Drive | 97%   |
| Jeuxvideo.com                  | 2010 | Sega Mega Drive | 95%   |
| Computer and Video Games (CVG) | 1992 | Sega Mega Drive | 94%   |
| IGN                            | 2007 | Wii             | 85%   |
| Power Play                     | 1992 | Sega Mega Drive | 82%   |
| Game Zero                      | 1992 | Sega Mega Drive | 81%   |

## Trivia
- Het spel is opgenomen in het boek 1001 Video Games You Must Play Before You Die van Tony Mott.
- Van het spel zijn wereldwijd 6 miljoen exemplaren verkocht, waarmee het op de tweede plaats komt van bestverkochte spellen voor de Mega Drive.[2]